# Autorità Mayer
L'Autorità Mayer fu la seconda Alta autorità della Comunità europea del carbone e dell'acciaio. Rimase in carica dal 10 giugno 1955 al 13 gennaio 1958.

## Presidente
- René Mayer ( Francia)

## Componenti dell'Autorità
Benché un accordo informale prevedeva che, dei nove membri dell'autorità, ne spettassero due a ciascuno degli stati più grandi della Comunità e uno a ciascuno stato minore, nell'Autorità Mayer c'erano due componenti del Belgio e un solo italiano.
Legenda:   [     ] Sinistra/Socialisti - [     ] Destra/Conservatori - [     ] Liberali
| Membro           | Nazionalità | Incarico       | Competenze                                                                    |
| ---------------- | ----------- | -------------- | ----------------------------------------------------------------------------- |
| René Mayer       | Francia     | Presidente     |                                                                               |
| Franz Etzel      | Germania    | Vicepresidente |                                                                               |
| Albert Coppé     | Belgio      | Vicepresidente | Obiettivi generali e politiche di lungo periodo, mercati, accordi e trasporti |
| Paul Finet       | Belgio      | Membro         |                                                                               |
| Dirk Spierenburg | Paesi Bassi | Membro         | Relazioni esterne                                                             |
| Léon Daum        | Francia     | Membro         | Problemi industriali, finanza e gruppo di istruzioni                          |
| Enzo Giacchero   | Italia      | Membro         | Stampa ed informazione                                                        |
| Heinz Potthof    | Germania    | Membro         |                                                                               |
| Albert Wehrer    | Lussemburgo | Membro         |                                                                               |